# Chiesa della Madonna del Carmelo (San Giovanni in Fiore)
La chiesa della Madonna del Carmelo (o del Carmine) è una delle più recenti chiese edificate a San Giovanni in Fiore. Le origini dei lavori, risalgono infatti alla fine dell'Ottocento.

## Storia
Venne edificata, molto probabilmente, sotto stretta necessità della popolazione del quartiere della Costa, divenuto nel 1880, uno dei più popolosi. Comunemente viene chiamata chiesa della Costa, sottolineando il marcato legame fra il quartiere e l'edificio religioso.

### Arte e architettura

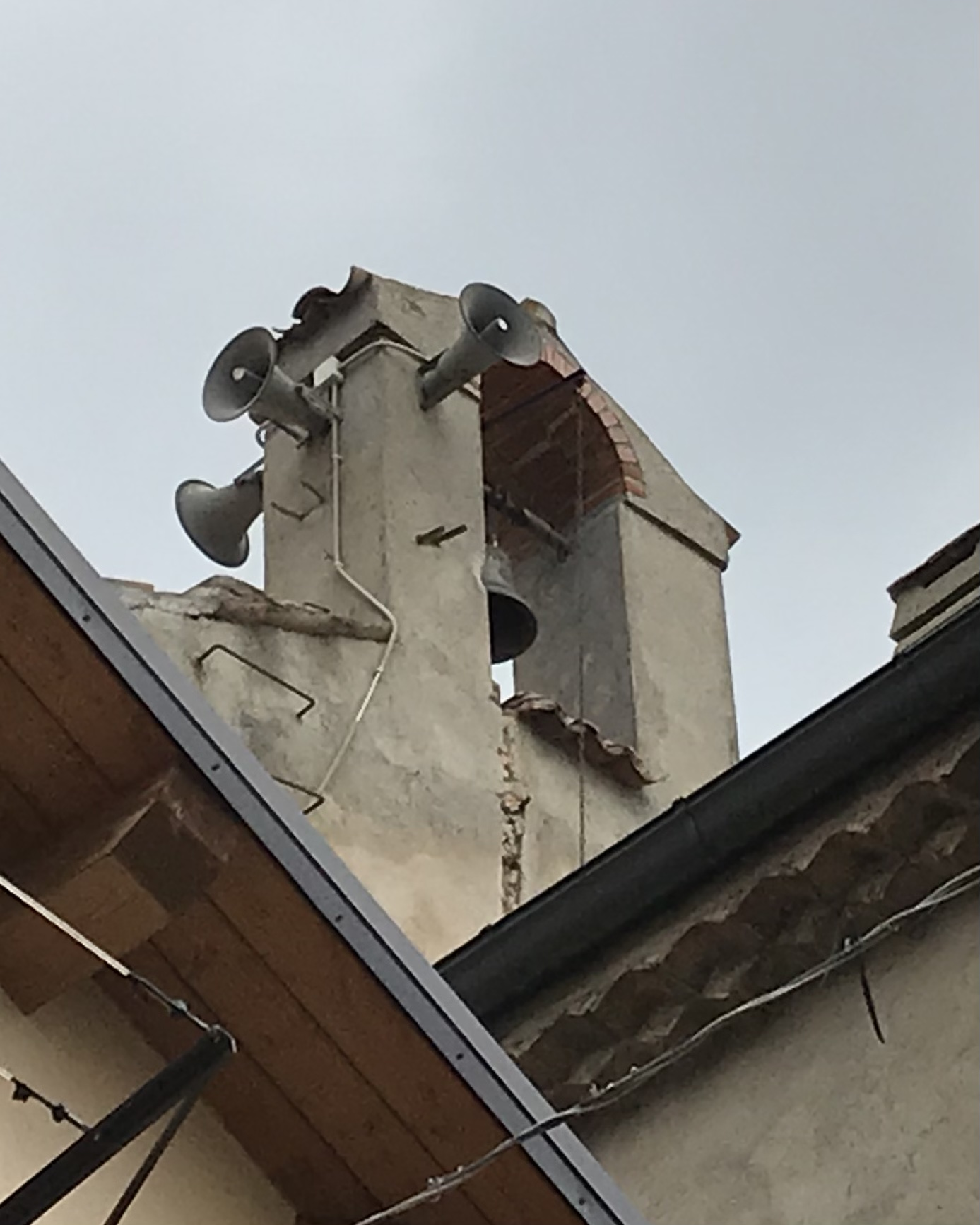
Il campanile

Di semplice disegno costruttivo, la chiesa presenta una facciata classica in stile barocco, con un ad arco a tutto sesto sormontato da una bifora di colenne semplici. Ai lati della bifora si trovano due nicchie contenenti due statue raffiguranti la Madonna, di medi dimensioni.
L'interno presenta un'unica navata, e per accedere al coro posto su un soppalco in legno adagiato sopra l'ingresso, si deve percorrere una piccola scala a chiocciola realizzata agli inizi del Novecento. All'interno si conservano poche ma significative opere d'arte, tra cui alcuni dipinti del Tancredi raffiguranti san Luca, santa Maria Goretti e san Tommaso, risalenti sempre al Novecento. Conserva anche alcune opere del 1770, quali un confessionale e un pulpito di legno, esportate da altre chiese cittadine e portate nella chiesa del Carmelo, in occasione della sua apertura.